# Гороховська сільська рада
Горо́ховська сільська рада (рос. Гороховский сельский совет) — сільське поселення у складі Юргамиського району Курганської області Росії.
Адміністративний центр — село Горохово.
Населення сільського поселення становить 1034 особи (2017; 1162 у 2010, 1415 у 2002).

## Склад
До складу сільського поселення входять:
| Населений пункт     | Населення, осіб (2002) | Населення, осіб (2010) |
| ------------------- | ---------------------- | ---------------------- |
| Горохово, село      | 1264                   | 1051                   |
| Єрохина, присілок   | 87                     | 26                     |
| Ждановка, присілок  | -                      | 2                      |
| Красикова, присілок | 64                     | 83                     |